# Captive of Billy the Kid
Captive of Billy the Kid è un film del 1952 diretto da Fred C. Brannon.
È un western statunitense con Allan Lane e Penny Edwards.

## Trama
Cinque uomini cercano di recuperare il tesoro che Billy the Kid ha nascosto prima di morire. A ognuno di essi, Billy ha consegnato, prima di morire, un pezzo della mappa del tesoro. Il cowboy Van Stanley decide di tenere tutto l'oro per sé.

## Produzione
Il film, diretto da Fred C. Brannon su una sceneggiatura di M. Coates Webster e Richard Wormser, fu prodotto da Harry Keller, come produttore associato, per la Republic Pictures e girato nell'Iverson Ranch a Chatsworth e nel ranch di Corriganville a Simi Valley, in California, dal 10 settembre 1951.

## Distribuzione
Il film fu distribuito negli Stati Uniti dal 21 gennaio 1952 al cinema dalla Republic Pictures. È stato distribuito anche in Brasile con il titolo Tesouro Fatal.

## Promozione
Le tagline sono:
- GUNNING FOR HIDDEN LOOT IN OUTLAW TERRITORY!
- Billy the Kid's Old Gang On the Loose!